# محمد العلمي (مؤرخ)
محمد العلمي كاتب مؤرخ مغربي ولد بمدينة سلا في غشت 1937 . اشتغل مستشارا بوزارة الشؤون الخارجية. التحق باتحاد كتاب المغرب سنة 1970. وفي سنة 1972 حصل على جائزة المغرب عن كتابه: Le Protocole et Les usages au Maroc.

## من مؤلفاته
لمحمد العلمي مجموعة من المؤلفات باللغتين: العربية والفرنسية:
- زعيم الريف محمد عبد الكريم الخطابي / البيضاء، دار الكتاب، 1968, 103 ص.
- محمد بن يوسف أو تاريخ استقلال المغرب / البيضاء، دار الكتاب، 1975, 180 ص.
- علال الفاسي: رائد الحركة الوطنية / الرباط، مطبعة الرسالة، 1980, 348 ص.
- محمد الخامس / الرباط، 1981, 213 ص.
- تشاوشيسكو: نصير المساواة بين الدول والشعوب / الرباط، مطبعة الرسالة، 1981, 174ص.
- دفاع عن السلم بين العراق وإيران / الرباط، مطبعة الأنباء، 1995, 155 ص. + صور وخرائط.
- من اجل بناء صرح المغرب العربي / سلا، ملتقى المغرب العربي، 1985, 18 + 20 ص (بالعربية والفرنسية).
- التطورات السياسية المعاصرة في العراق.
- تيتو صديق الأمة العربية.
- حركة تحرير الأطلس.
- Pour L’édification du Grand Maghreb Arabe
- Le protocole et les usages au Maroc, des origines à nos jours, Casablanca, Dar El Kitab, 1971 (Prix du Maroc 1972)
- Allal El Fassi, patriarche du nationalisme marocain, Rabat, Arrissala, 1972, 255p.
- Les Arabes et le nouveau ordre international, Salé, ed. du journal l’Unité Maghrébin, 1991, 151p.

## الجوائز
- 1972 حصل على جائزة المغرب عن كتابه: Le Protocole et Les usages au Maroc